# Præsidentvalget i USA 1800
Præsidentvalget i USA 1800 var det fjerde præsidentvalg i USA. Det blev afholdt fra 31. oktober til 3. december 1800. I det – som undertiden kaldes "Revolutionen af 1800" – besejrede den demokratisk-republikanske kandidat – vicepræsident Thomas Jefferson – føderalistpartiets kandidat – den siddende præsident John Adams. Valget markerede en politisk omstilling, der indvarslede en generation af demokratisk-republikansk lederskab. Dette var det første præsidentvalg i amerikansk historie, der udgjorde en omkamp.
Adams havde knebent besejret Jefferson ved valget i 1796. I henhold til de, på det tidspunkt, gældende reglerne for valgsystemet (som blev ændret i forbindelse med 1804-ratificeringen af forfatningen og det 12. ændringsforslag) afgav hvert medlem af valgkollegiet to stemmer, uden at skelne mellem valgmandsstemmer til præsident og valgmandsstemmer til vicepræsident. Da Jefferson modtog næstflest stemmer i 1796, blev han valgt til vicepræsident. I 1800, i modsætning til i 1796, norminerede begge partier formelt to personer. De demokratisk-republikanere nominerede Jefferson og Aaron Burr, mens føderalisterne nominerede Adams og Charles C. Pinckney. Her lavede hvert parti en plan, hvorved en af deres respektive valgmænd ville stemme på en tredje kandidat eller undlade at stemme, så dets foretrukne præsidentkandidat (Adams for føderalisterne og Jefferson for de demokratisk-republikanere) ville vinde en stemme mere end partiets anden kandidat.
De vigtigste politiske spørgsmål drejede sig om efterdønningerne fra den franske revolution og den fransk-amerikanske krig (også kendt som kvasi-krigen). Føderalisterne gik ind for en stærk centralregering og tætte relationer med Storbritannien. De demokratisk-republikanere gik ind for decentralisering til delstatsregeringerne, og partiet angreb de skatter, som føderalisterne pålagde. De demokratisk-republikanere fordømte også udlændinge- og oprørslovene, som føderalisterne havde vedtaget for at gøre det sværere for immigranter at blive statsborgere og for at begrænse ytringer, der var kritiske over for den føderale regering. De demokratisk-republikanere var velorganiserede på delstats- og lokaltniveau, mens føderalisterne var uorganiserede og led en bitter splittelse mellem deres to store ledere – Adams og Alexander Hamilton. I henhold til historikeren John Ferling gjorde kampen om valgmandsstemmer, regionale opdelinger og anvendelse af propaganda-smædekampagnerne af begge partier, at valget mindede om et moderne valg.
Som kulminationen på en lang og bitter kampagne vandt Jefferson og Burr hver 73 valgmandsstemmer, Adams vandt 65, og Pinckney vandt 64. Føderalisterne vandt delstaterne i New England, de demokratisk-republikanere dominerede sydstaterne, og partierne splittede de midtatlantiske stater New York, New Jersey og Pennsylvania.
Demokratisk-republikanernes manglende evne til at gennemføre deres plan om at give Jefferson én mere valgmandsstemme end Burr resulterede i at det endte uafgjort, hvilket nødvendiggjorde et kontingentvalg i Repræsentanternes Hus. I henhold til betingelserne i forfatningen valgte det afgående Repræsentanternes Hus mellem Jefferson og Burr. Burr blev anklaget for selv at føre kampagne for præsidentposten i kontingentvalget på trods af, at han var medlem af Jeffersons parti. Hver delstatsdelegation afgav én stemme, og en sejr i kontingentvalget krævede, at én kandidat vandt et flertal af delstatsdelegationerne. Hverken Burr eller Jefferson var i stand til at vinde på de første 35 afstemninger i kontingentvalget, da de fleste føderalistiske repræsentanter støttede Burr og alle demokratisk-republikanske repræsentanter støttede Jefferson. Hamilton favoriserede Jefferson frem for Burr, og han overbeviste flere føderalister om at skifte deres støtte til Jefferson, hvilket gav Jefferson en sejr ved den 36. afstemning. Jefferson blev den anden siddende vicepræsident i træk, der blev valgt til præsident. Dette er et af to præsidentvalg (sammen med valget i 1824 ), der er blevet besluttet i Repræsentanternes Hus.

### Primære referencer
- Annals of the Congress of the United States, Washington, D.C.: Gales and Seaton, 1834-1856, s. 10:1028–1033{{citation}}:  CS1-vedligeholdelse: Dato-format (link)
- "A Historical Analysis of the Electoral College". The Green Papers. Hentet 20. marts 2005.

### Inline referencer
1. ↑  "National General Election VEP Turnout Rates, 1789-Present". United States Election Project. CQ Press.
2. ↑  "Thomas Jefferson: The Revolution of 1800". PBS. Arkiveret fra originalen 30. oktober 2013. Hentet 23. april 2012.
3. ↑  "A Revolution of 1800 After All: The Political Culture of the Earlier Early Republic and the Origins of American Democracy". Jeffrey L. Pasley University of Missouri-Columbia. Hentet 23. april 2012.
4. ↑  Ferling (2004)

### Primære kilder
- Sloan, Herbert. " 'In a Choice of Evils...Jefferson is in Every View Less Dangerous than Burr': Alexander Hamilton to Harrison Gray Otis on the Deadlocked Presidential Election of 1800.": Alexander Hamilton til Harrison Gray Otis ved det fastlåste præsidentvalg i 1800." OAH Magazine of History 18.5 (2004): 53-57 uddrag

## Eksterne links
- 1800 amerikanske præsidentvalg på VoteArchive.com Eksisterende stemmedata og valgkreds-for-valgkreds-kort for fire delstater
- Stemmearkiv: Resultater på amtsniveau for Maryland
- Stemmearkiv: Resultater på amtsniveau for North Carolina
- Stemmearkiv: Resultater på amtsniveau for Rhode Island
- Stemmearkiv: Resultater på amtsniveau for Virginia
- Præsidentvalg i 1800: En ressourcevejledning fra Library of Congress
- Dokumentar Tidslinje 1787–1800 Lektionsplaner fra NEH
- En ny nation stemmer: Amerikansk valg vender tilbage 1787-1825
- Oversigt på Dave Leips Atlas of US Presidential Elections
- Booknotes- interview med Bernard Weisberger om America Afire: Jefferson, Adams, and the First Contested Election, 25. februar 2001.
- Booknotes- interview med John Ferling om Adams vs. Jefferson: The Tumultuous Election of 1800, 3. oktober 2004.
- Valg af 1800 i Counting the Votes Arkiveret 30. september 2019 hos  Wayback Machine